# Saison 2010-2011 du FC Nantes
Maillots
Chronologie
Saison précédente Saison suivante
La saison 2010-2011 du FC Nantes voit le club évoluer en Ligue 2 pour la deuxième saison consécutive.

## Résumé de la saison
- 21 juin: reprise de l'entraînement.
- 25 juin au 3 juillet: stage de préparation à Annecy.
- 9 août: 1er match de L2.

Le 26 mai 2010 Waldemar Kita annonce officiellement la nomination de Samuel Fenillat au poste de directeur du centre de formation du FC Nantes. Deux anciens joueurs font leur retour à la Jonelière : Loïc Amisse prend en charge l'équipe réserve et Stéphane Ziani l'équipe des U-19. Le 21 juin 2010 a lieu la reprise de l'entraînement. Les Canaris partent en stage à Annecy du 25 juin au 3 juillet.
Le 27 juin 2010 l'ancien joueur et dirigeant du FC Nantes Claude Robin décède à l'âge de 69 ans.
Le 9 août 2010 débute le championnat de Ligue 2.
Le 4 février 2011 Gilles Favard est remercié et quitte la place de directeur sportif. Le 6 mars 2011, Baptiste Gentili demande au président Waldemar Kita d'être déchargé de sa fonction d'entraîneur du groupe professionnel à la suite de la défaite à Grenoble. Le 7 mars 2011 : Il est remplacé par Philippe Anziani, ex-entraîneur adjoint, lequel sera assisté par Stéphane Ziani, ex-entraîneur de l'équipe des U-19.

## Effectif et encadrement

### Transferts
| Nom                     | Nationalité   | Poste     | Modalités                | Provenance/Destination   | Division                 | Référence |
| ----------------------- | ------------- | --------- | ------------------------ | ------------------------ | ------------------------ | --------- |
| Arrivées                |               |           |                          |                          |                          |           |
| Guy Roland Ndy Assembe  | Cameroun      | Gardien   | Retour de prêt           | Valenciennes FC          | Ligue 1 (D1)             | [ 1 ]     |
| Erwin Zelazny           | France        | Gardien   |                          | FC Nantes rés.           | CFA 2 - G (D5)           |           |
| Chaker Alhadhur         | Comores       | Défenseur |                          | FC Nantes rés.           | CFA 2 - G (D5)           |           |
| Lionel Carole           | France        | Défenseur |                          | FC Nantes rés.           | CFA 2 - G (D5)           |           |
| Issa Cissokho           | Sénégal       | Défenseur |                          | USJA Carquefou           | CFA - D (D4)             |           |
| Vincent Sasso           | France        | Défenseur |                          | FC Nantes rés.           | CFA 2 - G (D5)           |           |
| Damien Tixier           | France        | Défenseur | Fin de contrat           | Neuchâtel Xamax FC       | Super League (D1)        | [ 2 ]     |
| Mathéus Vivian          | Brésil        | Défenseur | Fin de contrat           | FC Metz                  | Ligue 2 (D2)             | [ 3 ]     |
| Stefan Babovic          | Serbie        | Milieu    | Retour de prêt           | Feyenoord Rotterdam      | Eredivisie (D1)          |           |
| Omar Benzerga           | Algérie       | Milieu    | Fin de contrat           | Lille OSC                | Ligue 1 (D1)             | [ 4 ]     |
| Aurélien Capoue         | France        | Milieu    | Retour de prêt           | AJ Auxerre               | Ligue 1 (D1)             | [ 5 ]     |
| Bruno Cheyrou           | France        | Milieu    | Fin de contrat           | Anorthosis Famagouste FC | Marfin Laiki League (D1) | [ 6 ]     |
| Khassimirou Diop        | Sénégal       | Milieu    | Retour de prêt ???       | USJA Carquefou           | CFA - D (D4)             | [ 7 ]     |
| Guirane N'Daw           | Sénégal       | Milieu    | Retour de prêt           | AS Saint Étienne         | Ligue 1 (D1)             |           |
| Adrien Trebel           | France        | Milieu    |                          | FC Nantes rés.           | CFA 2 - G (D5)           |           |
| Jordan Veretout         | France        | Milieu    |                          | FC Nantes rés.           | CFA 2 - G (D5)           |           |
| Serges Deblé            | Côte d'Ivoire | Attaquant | Prêt avec option d'achat | Charlton Athletic FC     | Championship (D2)        | [ 8 ]     |
| Claudiu Keșerü          | Roumanie      | Attaquant | Retour de prêt           | Angers SCO               | Ligue 2 (D2)             |           |
| Ivan Klasnic            | Croatie       | Attaquant | Retour de prêt           | Bolton Wanderers FC      | Premier League (D1)      |           |
| Frédéric Nimani         | Tchad         | Attaquant | Prêt avec option d'achat | AS Monaco FC             | Ligue 1 (D1)             | [ 9 ]     |
| Ronny Rodelin           | France        | Attaquant | Retour de prêt           | ES Troyes AC             | National (D3)            | [ 10 ]    |
| Lee Yong-jae            | Corée du Sud  | Attaquant |                          | FC Nantes rés.           | CFA 2 - G (D5)           |           |
| Départs                 |               |           |                          |                          |                          |           |
| Jérôme Alonzo           | France        | Gardien   | Fin de contrat           | Retraite sportive        |                          | [ 11 ]    |
| Ernest Akouassaga       | Gabon         | Défenseur |                          | FC Nantes rés.           | CFA 2 - G (D5)           |           |
| Kévin Barré             | France        | Défenseur |                          | FC Nantes rés.           | CFA 2 - G (D5)           |           |
| Ibrahima Sory Camara    | Guinée        | Défenseur | Retour de prêt           | Le Mans UC 72            | Ligue 2 (D2)             | [ 12 ]    |
| Issam El Adoua          | Maroc         | Défenseur | Retour de prêt           | RC Lens                  | Ligue 1 (D1)             |           |
| Karim El Mourabet       | Maroc         | Défenseur | Fin de contrat           |                          |                          |           |
| Michael Gravgaard       | Danemark      | Défenseur | Résiliation de contrat   | Retraite sportive        |                          | [ 13 ]    |
| Florian Jarjat          | France        | Défenseur | Fin de contrat           | ES Troyes AC             | Ligue 2 (D2)             | [ 14 ]    |
| Rémi Maréval            | France        | Défenseur | Fin de contrat           | SV Zulte-Waregem         | Pro League (D1)          | [ 15 ]    |
| Guillaume Moullec       | France        | Défenseur | Fin de contrat           | Clermont FA 63           | Ligue 2 (D2)             | [ 16 ]    |
| Guirane N'Daw           | Sénégal       | Défenseur | Transfert définitif      | AS Saint Étienne         | Ligue 1 (D1)             |           |
| Massamba Sambou         | Sénégal       | Défenseur | Retour de prêt           | AS Monaco FC             | Ligue 1 (D1)             | [ 17 ]    |
| Ibrahim Tall            | Sénégal       | Défenseur | Fin de contrat           | AEL Larissa              | Alpha Ethniki (D1)       |           |
| Djamel Abdoun           | Algérie       | Milieu    | Transfert ???            | AO Kavala                | Alpha Ethniki (D1)       | [ 18 ]    |
| Stefan Babovic          | Serbie        | Milieu    | Résiliation de contrat   | FK Partizan Belgrade     | SuperLiga (D1)           | [ 19 ]    |
| Olivier Bonnes          | Niger         | Milieu    |                          | FC Nantes rés.           | CFA 2 - G (D5)           |           |
| Sofiane Choubani        | France        | Milieu    |                          | Angers SCO rés.          | CFA 2 - G (D5)           |           |
| David De Freitas        | France        | Milieu    | Fin de contrat           | Angers SCO               | Ligue 2 (D2)             | [ 20 ]    |
| Kévin Lejeune           | France        | Milieu    | Retour de prêt           | AJ Auxerre               | Ligue 1 (D1)             | [ 21 ]    |
| Harlington Shereni      | Zimbabwe      | Milieu    | Fin de contrat           | Retraite sportive        |                          | [ 22 ]    |
| Christian Bekamenga     | Cameroun      | Attaquant | Prêt avec option d'achat | Skoda Xanthi FC          | Alpha Ethniki (D1)       | [ 9 ]     |
| Jean-Claude Darcheville | France        | Attaquant | Fin de contrat           | AO Kavala                | Alpha Ethniki (D1)       | [ 23 ]    |
| Thomas Dossevi          | Togo          | Attaquant | Fin de contrat           | Swindon Town FC          | League One (D3)          | [ 24 ]    |
| Claudiu Keserü          | Roumanie      | Attaquant | Transfert définitif      | Angers SCO               | Ligue 2 (D2)             | [ 25 ]    |
| Ivan Klasnic            | Croatie       | Attaquant | Résiliation de contrat   | Bolton Wanderers FC      | Premier League (D1)      | [ 26 ]    |
| Tenema N'Diaye          | Sénégal       | Attaquant | Résiliation de contrat   | FC Metz                  | Ligue 2 (D2)             | [ 27 ]    |

| Nom                      | Nationalité | Poste     | Modalités                | Provenance/Destination   | Division           | Référence |
| ------------------------ | ----------- | --------- | ------------------------ | ------------------------ | ------------------ | --------- |
| Arrivées                 |             |           |                          |                          |                    |           |
| Jonathan Martins Pereira | France      | Défenseur |                          | AC Ajaccio               | Ligue 2 (D2)       |           |
| Quentin Othon            | France      | Milieu    | Prêt sans option d'achat | RC Strasbourg            | National (D3)      | [ 28 ]    |
| Serge Gakpé              | Togo        | Attaquant | Transfert                | AS Monaco FC             | Ligue 1 (D1)       | [ 28 ]    |
| Départs                  |             |           |                          |                          |                    |           |
| Ľuboš Kamenár            | Slovaquie   | Gardien   | Prêt avec option d'achat | Sivasspor                | Süper Lig (D1)     | [ 29 ]    |
| Lionel Carole            | France      | Défenseur | Transfert                | SL Benfica               | Primeira Liga (D1) | [ 30 ]    |
| Monsef Zerka             | Maroc       | Attaquant | Résiliation de contrat   | Iraklis Thessalonique FC | Alpha Ethniki (D1) | [ 31 ]    |

### Staff technique
| Entraîneur              | : Philippe Anziani |
| Entraîneur adjoint      | : Stéphane Ziani   |
| Entraîneur des gardiens | : Fabrice Grange   |
| Préparateur physique    | : Bernard Gines    |

### Dirigeants
| Président                        | : Waldemar Kita   |
| Directeur sportif                | : Guy Hillion     |
| Directeur général                | : Franck Kita     |
| Directeur du centre de formation | : Samuel Fenillat |

## Matchs amicaux
| Date                            | TV | Adversaire          | Division                     | Lieu     | Score  | Buteur du FCN                            | Affluence | Lien    |
| ------------------------------- | -- | ------------------- | ---------------------------- | -------- | ------ | ---------------------------------------- | --------- | ------- |
| Lundi 28 juin 2010              |    | US Annecy-le-Vieux  | PHR (D8)                     | Annecy   | 2 - 1  | Lee 14e, Bekamenga 60e                   | -         | -       |
| Vendredi 2 juillet 2010, 19h    |    | Étoile du Sahel     | Ligue Professionnelle I (D1) | Faverges | Annulé | -                                        | -         | Rapport |
| Samedi 10 juillet 2010, 17h     |    | Valenciennes FC     | Ligue 1 (D1)                 | Pornic   | 1 - 0  | Benzerga 24e                             | 1.700     | Rapport |
| Mercredi 14 juillet 2010, 18h30 |    | Stade rennais FC    | Ligue 1 (D1)                 | Carnac   | 1 - 1  | Djordjevic 11e                           | 1.500     | Rapport |
| Samedi 17 juillet 2010, 19h     |    | Aviron bayonnais FC | National (D3)                | La Baule | 0 - 0  | -                                        | 800       | Rapport |
| Samedi 24 juillet 2010, 18h     |    | Angers SCO          | Ligue 2 (D2)                 | Segré    | 3 - 4  | Cheyrou 12e, Pereira 19e, Bekamenga 29e. | 2.400     | Rapport |
| Vendredi 8 octobre 2010, 19h    |    | Stade brestois 29   | Ligue 1 (D1)                 | Quimper  | 2 - 1  | Ba 26e, Deblé 39e                        | 3.000     | Rapport |

## Compétitions

### Ligue 2
La saison 2010-2011 de Ligue 2 est la soixante-treizième édition du championnat de France de football de Ligue 2 et la neuvième sous l'appellation « Ligue 2 ». La division oppose vingt clubs en une série de trente-huit rencontres jouées. Les meilleurs de ce championnat montent en première division.
L'Évian Thonon Gaillard Football Club, champion de National, le Stade de Reims et l'ES Troyes AC remplacent les relégués de la saison précédente.
| Date                       | Journée | TV        | Adversaire             | Lieu | Score | Buteurs du FCN                       | Class. | Affluence |
| -------------------------- | ------- | --------- | ---------------------- | ---- | ----- | ------------------------------------ | ------ | --------- |
| Lundi 9 août 2010          | J01     | Eurosport | Le Mans FC             | Dom. | 0 - 2 | -                                    | 20     | 17.400    |
| Vendredi 13 août 2010      | J02     | -         | ES Troyes AC           | Ext. | 2 - 0 | Cheyrou 16e, Djordjevic 74e          | 8      | 7.102     |
| Mardi 17 août 2010         | J03     | -         | Evian TG               | Dom. | 0 - 1 | -                                    | 15     | 13.928    |
| Vendredi 20 août 2010      | J04     | Eurosport | Stade lavallois MFC    | Ext. | 0 - 0 | -                                    | 15     | 7.773     |
| Vendredi 27 août 2010      | J05     | -         | Vannes OC              | Dom. | 2 - 0 | Djilobodji 25e, Djordjevic 69e       | 10     | 11.010    |
| Vendredi 10 septembre 2010 | J06     | -         | FC Metz                | Ext. | 1 - 1 | Djordjevic 38e                       | 10     | 8.206     |
| Lundi 20 septembre 2010    | J07     | Eurosport | Stade de Reims         | Ext. | 1 - 2 | Djordjevic 18e                       | 13     | 8.137     |
| Vendredi 24 septembre 2010 | J08     | -         | Grenoble Foot 38       | Dom. | 2 - 1 | Darbion 20e, Pierre 25e              | 9      | 9.827     |
| Vendredi 1er octobre 2010  | J09     | -         | AC Ajaccio             | Ext. | 3 - 2 | Djordjevic 42e, 55e, Pierre 86e      | 6      | 3.476     |
| Vendredi 15 octobre 2010   | J10     | Eurosport | Tours FC               | Dom. | 0 - 0 | -                                    | 7      | 13.607    |
| Lundi 18 octobre 2010      | J11     | Eurosport | US Boulogne-sur-Mer CO | Ext. | 0 - 0 | -                                    | 8      | 8.915     |
| Vendredi 22 octobre 2010   | J12     | -         | LB Châteauroux         | Dom. | 1 - 1 | Lee 56e                              | 8      | 11.533    |
| Vendredi 29 octobre 2010   | J13     | -         | Dijon FCO              | Ext. | 0 - 0 | -                                    | 9      | 8.500     |
| Vendredi 5 novembre 2010   | J14     | -         | Nîmes Olympique        | Dom. | 2 - 1 | Vivian 51e, Rodelin 78e              | 7      | 8.250     |
| Vendredi 12 novembre 2010  | J15     | -         | Angers SCO             | Ext. | 1 - 1 | Lee 76e                              | 7      | 10.576    |
| Vendredi 26 novembre 2010  | J16     | -         | Clermont Foot 63       | Dom. | 2 - 0 | Rodelin 22e, 69e                     | 5      | 8.655     |
| Vendredi 3 décembre 2010   | J17     | -         | FC Istres OP           | Ext. | 1 - 2 | Rodelin 47e                          | 6      | 2.158     |
| Vendredi 17 décembre 2010  | J18     | Eurosport | CS Sedan-Ardennes      | Dom. | 0 - 0 | -                                    | 7      | 9.119     |
| Lundi 20 décembre 2010     | J19     | Eurosport | Le Havre AC            | Ext. | 1 - 0 | Nestor 10e (csc)                     | 5      | 7.388     |
| Lundi 17 janvier 2011      | J20     | Eurosport | ES Troyes AC           | Dom. | 0 - 1 | -                                    | 7      | 11.244    |
| Samedi 29 janvier 2011     | J21     | -         | Evian TG               | Ext. | 0 - 3 | -                                    | 9      | 6.539     |
| Samedi 5 février 2011      | J22     | -         | Stade lavallois MFC    | Dom. | 1 - 1 | Djordjevic 18e                       | 9      | 10.018    |
| Samedi 12 février 2011     | J23     | -         | Vannes OC              | Ext. | 0 - 1 | -                                    | 11     | 4.959     |
| Vendredi 18 février 2011   | J24     | -         | FC Metz                | Dom. | 0 - 0 | -                                    | 12     | 7.952     |
| Vendredi 25 février 2011   | J25     | -         | Stade de Reims         | Dom. | 1 - 1 | Djordjevic 56e                       | 13     | 14.829    |
| Vendredi 4 mars 2011       | J26     | -         | Grenoble Foot 38       | Ext. | 0 - 2 | -                                    | 15     | 5.195     |
| Vendredi 11 mars 2011      | J27     | -         | AC Ajaccio             | Dom. | 2 - 0 | Rodelin 29e, Djilobodji 31e          | 13     | 9.833     |
| Lundi 21 mars 2011         | J28     | Eurosport | Tours FC               | Ext. | 1 - 2 | Vivian 20e                           | 14     | 7.052     |
| Lundi 4 avril 2011         | J29     | Eurosport | US Boulogne-sur-Mer CO | Dom. | 1 - 2 | Djordjevic 59e                       | 15     | 10.969    |
| Vendredi 8 avril 2011      | J30     | -         | LB Châteauroux         | Ext. | 0 - 0 | -                                    | 15     | 6.895     |
| Vendredi 15 avril 2011     | J31     | -         | Dijon FCO              | Dom. | 1 - 1 | Vivian 90+3e                         | 16     | 12.150    |
| Vendredi 22 avril 2011     | J32     | -         | Nîmes Olympique        | Ext. | 2 - 2 | Cissokho 34e, Gakpé 85e              | 16     | 7.328     |
| Vendredi 29 avril 2011     | J33     | -         | Angers SCO             | Dom. | 2 - 0 | Djordjevic 8e, Couturier 90+5e (csc) | 15     | 15.409    |
| Vendredi 6 mai 2011        | J34     | -         | Clermont Foot 63       | Ext. | 1 - 2 | Deblé 59e                            | 16     | 6.438     |
| Mardi 10 mai 2011          | J35     | -         | FC Istres OP           | Dom. | 2 - 1 | Martins Pereira 27e, Djordjevic 36e  | 14     | 8.345     |
| Vendredi 13 mai 2011       | J36     | -         | CS Sedan-Ardennes      | Ext. | 1 - 3 | Djordjevic 90e                       | 14     | 8.340     |
| Vendredi 20 mai 2011       | J37     | -         | Le Havre AC            | Dom. | 2 - 1 | Gakpé 31e, 45e                       | 10     | 13.270    |
| Vendredi 27 mai 2011       | J38     | Eurosport | Le Mans FC             | Ext. | 2 - 3 | Gakpé 4e, Capoue 7e                  | 13     | 23.572    |

### Coupe de France
La coupe de France 2010-2011 est la 94e édition de la coupe de France, une compétition à élimination directe mettant aux prises les clubs de football amateurs et professionnels à travers la France métropolitaine et les DOM-TOM. Elle est organisée par la FFF et ses ligues régionales. Cette saison, le nombre de clubs engagés dans la compétition a atteint un nouveau record avec 7 449 participants.
| Date                    | Tour            | TV        | Adversaire      | Niveau     | Lieu | Score            | Buteurs du FCN                                        | Affluence |
| ----------------------- | --------------- | --------- | --------------- | ---------- | ---- | ---------------- | ----------------------------------------------------- | --------- |
| Samedi 20 novembre 2010 | 7e tour         | -         | ASC Romagné     | DSR        | Ext. | 7 - 1            | Rodelin 10e 23e 30e, Lee 40e, Nego 43e, Deblé 81e 92e | 3.499     |
| Samedi 11 décembre 2010 | 8e tour         | Eurosport | USSA Vertou     | CFA 2 (D5) | Dom. | 2 - 0            | Djordjevic 6e, Lee 56e                                | 7.585     |
| Samedi 8 janvier 2011   | 1/32e de finale | -         | UA Cognac       | CFA 2 (D5) | Dom. | 3 - 1            | Djordjevic 26e 58e, Nego 83e                          | 8.015     |
| Samedi 22 janvier 2011  | 1/16e de finale | -         | US Raon-l'Étape | CFA (D4)   | Dom. | 2 - 1            | Keita 16e 63e                                         | 4.880     |
| Mercredi 2 février 2011 | 1/8e de finale  | France 3  | Lille OSC       | L1 (D1)    | Ext. | 1 - 1 2-3 t.a.b. | Djordjevic 19e                                        | 9.302     |

### Coupe de la Ligue
La Coupe de la Ligue 2010-2011 est la 17e édition de la Coupe de la Ligue, compétition à élimination directe organisée par la LFP depuis 1994 et qui rassemble uniquement les clubs professionnels. Depuis 2009, la LFP a instauré un nouveau format de coupe plus avantageux pour les clubs qualifiés pour une coupe d'Europe. Le FC Nantes, en tant qu'équipe de Ligue 2 et non européen, participe dès le premier tour à la compétition.
| Date                   | Tour     | TV       | Adversaire             | Niveau | Lieu | Score                | Buteurs du FCN     | Affluence |
| ---------------------- | -------- | -------- | ---------------------- | ------ | ---- | -------------------- | ------------------ | --------- |
| Samedi 31 juillet 2010 | 1er tour | France 4 | US Boulogne-sur-Mer CO | L2     | Ext. | 2 - 2 2-4 aux t.a.b. | Zerka 73e, Ba 103e | 3.335     |

## Statistiques

### Statistiques collectives
| Compétition       | Débute au tour | Termine        | Matches joués | Gagnés | Nuls | Perdus | Buts pour | Buts contre | Différence |
| ----------------- | -------------- | -------------- | ------------- | ------ | ---- | ------ | --------- | ----------- | ---------- |
| Ligue 2           | -              | 13e            | 38            | 11     | 14   | 13     | 38        | 40          | -2         |
| Coupe de France   | 7e tour        | 1/8e de finale | 5             | 4      | 0    | 1      | 15        | 4           | +11        |
| Coupe de la Ligue | 1er tour       | 1er tour       | 1             | 0      | 0    | 1      | 2         | 2           | +0         |
| Total             | -              | -              | 44            | 15     | 14   | 15     | 55        | 46          | +9         |

## Sponsors / Partenaires
- Kappa : équipementier
- Synergie : sponsor maillot principal
- Corem : sponsor maillot secondaire
- Planète Sauvage : sponsor maillot occasionnel lors du match face au Stade de Reims (7e journée de Ligue 2)
- La Croix-Rouge française voit son emblème apparaître sur maillot du FC Nantes, et ce à titre gracieux depuis le 9 août 2010.
- Profil+
- Distinxion
- Société générale
- E.Leclerc
- Nantes
- Conseil général de la Loire-Atlantique
- Région Pays de la Loire

## Affluence
L'affluence à domicile du FC Nantes atteint un total :
- de 217 348 spectateurs en 19 rencontres de Division 1, soit une moyenne de 11 439/match.
- de 20 480 spectateurs en 3 rencontres de Coupe de France, soit une moyenne de 6 827/match.
- de 237 828 spectateurs en 22 rencontres toutes compétitions confondues, soit une moyenne de 10 810/match.

Affluence du FC Nantes à domicile